# René Charpentier
René Charpentier (Cuillé, 1680 – Parigi, 11 maggio 1723) è stato uno scultore francese.

## Biografia
Allievo di François Girardon all'Académie royale de peinture et de sculpture, René Charpentier vinse il Prix de Rome nel 1700. L'anno dopo si recò a Potsdam, dove realizzò una scultura decorativa del portico di Fortuna (distrutta nel 1945).
Al suo ritorno a Parigi, venne ammesso all'Académie nel 1707 grazie alla statua in gesso Morte d'Adone.
Contribuì alla decorazione della cappella della Reggia di Versailles (1708-1710), del coro della Cattedrale di Notre-Dame (1711-1714), del Palazzo delle Tuileries (1713), del Palazzo del Lussemburgo (1717), dello Château de la Muette a Parigi (1720) e della chiesa di san Rocco a Parigi (1720-1723), così come alle grandi case private parigine come l'Hôtel de Toulouse (1714-1715). L'architetto Robert de Cotte lo utilizzava spesso come ornamento per i suoi edifici.
Alcune delle sue opere sono state incise da Gabriel Huquier nel 1736.
Ha disegnato una serie di tredici piatti che illustrano la collezione di sculture della Galerie de Girardon di François Girardon.